# Лука Ћеловић
Лука Ћеловић (Придворци код Требиња, 18. октобар 1854 — Београд, 15. август 1929) био је српски велетрговац, рентијер и задужбинар. Почетком 20. века био је један од најбогатијих људи у Србији, водећи финансијер и једна од најутицајнијих личности међу Србима пореклом из Херцеговине, предсједник Београдске Задруге, национални радник и велики српски просвјетни добротвор.

## Биографија
Рођен је на празник Св. Луку. По том светитељу је и добио крштено име. Основну школу учио је у Требињу, па наставио код очевог пријатеља Јована Пиштелића у Бањалуци. Године 1871. прелази код стрица Јована Ћеловића у Брчком, да заврши школу и ради у његовој трговачкој радњи. То му је било све школовање. Године 1872, морао је напустити Босну и дошао је у Београд своме земљаку, архимандриту Нићифору Дучићу, који га је дао као шегрта у тадашњу познату радњу Радосављевића и Игњатијевића. Када је 1875. године пукла Невесињска пушка, односно избио Српски устанак у Херцеговини, Лука се, као добровољац, враћа у родну Херцеговину. У борбама са Турцима био је лакше рањен, али се брзо опоравља и у својој чети наставља борбу. Пошто и Србија објављује рат Турској, добровољци из Херцеговине враћају се у Београд, са њима и Лука, па наставља војевање у оба српско - турска рата, 1876. и 1877 — 1878. године. По завршетку рата, Ћеловић је отпочео самосталну трговину домаћим производима (шљиве, жито и друга храна), уз помоћ својих земљака, познатих трговаца Крсмановића и Параноса. У јесен 1882. основана је Београдска Задруга за међусобно помагање и штедњу, као завод мањих људи, с незнатним удјелима и малим капиталом. 1899. године изабран је за предсједника управног одбора Београдске Задруге. Једва писмен, самоук, Ћеловић је напорним трудом од Београдске Задруге начинио један од најјачих и најсолиднијих српских новчаних завода и индустријских предузећа. Председник Задруге био је до своје смрти 1929. године.
Поред тога Ћеловић је стигао да дјелује и у важним народним пословима. Врло штедљив и шкрт за себе лично, Ћеловић није жалио новаца, кад се тицало опште ствари. Ћеловић и др Милорад Гођевац почели су опремати чете и слати их у Стару Србију. Бугарски комитет уочио је сву опасност таквог рада за бугарске циљеве и осудио је Ћеловића, као и др Гођевца, на смрт. Послати атентатори нису успјели стићи до Београда. Послије 29/5 1903. Ћеловићу и др Гођевцу пришао је и генерал Јован Атанацковић као вођа младих официра, који су у Мајском преврату извршили официрски пуч и промјену на пријестолу. Тако је образован и формално средишњи комитетски одбор, у чијем су акционом дијелу Ћеловић и др Гођевац остали све до ослобођења Старе Србије и Македоније. Да није било Ћеловића, према речима др Гођевца, главног покретача идеје о четничкој акцији, од цијелог тог посла не би било ништа, јер је он сам давао по 40.000 до 50.000 динара годишње за опремање чета.

Ћеловић је све своје имање тестаментом оставио Београдском универзитету (изузимајући мале легатe родбини) што је износило преко 50 милиона динара. Основао је „Задужбину Луке Ћеловића - Требињца, београдског трговца“ 1926. у склопу прославе дана Светог Саве на Београдском универзитету, његово писмо прочитао је тадашњи ректор Павле Поповић. На основу средстава из Ћеловићевог фонда, Универзитет је 1940. почео са штампањем уџбеника, са десет књига у првом колу. Исте године је завршена једна од његових задужбина, петоспратница на углу Крунске и Фердинандове (део кнеза Милоша, данашња адреса Кнеза Милоша 2).
Његов портрет у природној величини, дело Бете Вукановић којем је изубљен траг 1943. године, откупљен је 2016. године и налази се у ректорату Универзитета у Београду. Делфа Иванић наводи податак да се госпођа Лозанић обратила и Луки Ћеловићу, за помоћ око изградње зграде Кола српских сестара, али он се само уписао за великог добротвора са 10.000 динара и није пристао да дâ никакав зајам из Београдске задруге. Удружење Херцеговаца у Београду је покренуло поступак да Лука Ћеловић добије улицу у Београду. Добили су обећање да ће једна улица у Београду на води носити име Луке Ћеловића Требињца, а на њеном почетку биће му саграђен споменик.